# Niskie Jezioro (powiat gołdapski)
Niskie Jezioro – jezioro na Pojezierzu Zachodniosuwalskim, położone w woj. warmińsko-mazurskim, w powiecie gołdapskim, w gminie Dubeninki. Zwierciadło wody jeziora znajduje się na wysokości 178,0 m n.p.m., a jego powierzchnia wynosi 21,0 ha.
Jezioro wypełnia misę wytopiskową. 
Akwen jest objęty są strefą ciszy.
Przy wschodnim krańcu Niskiego Jeziora znajduje się wypływ rzeki Rospudy, która płynie do jeziora Szymanek.
Jezioro znajduje się w korytarzu ekologicznym między Puszczą Augustowską a Puszczą Borecką.
Na południe od Niskiego Jeziora znajduje się Wysokie Jezioro, które jest od niego oddzielone wzniesieniem o wysokości 204 m n.p.m.